# 奈良県道16号吉野東吉野線
奈良県道16号吉野東吉野線（ならけんどう16ごう よしのひがしよしのせん）は、奈良県吉野郡吉野町から東吉野村に至る県道（主要地方道）である。

## 概要
奈良県吉野郡吉野町窪垣内を起点とし、吉野郡東吉野村鷲家に至る。
ほぼ全区間が高見川に沿っており、一部狭隘な区間が存在する。
以前は奈良県道16号 五條鷲家榛原線という名称だったが、1974年（昭和49年）に大部分の区間が国道370号へ昇格したことから残った区間のうち国道166号重複区間を除いた区間が1977年（昭和52年）3月29日から本路線と奈良県道31号榛原菟田野御杖線の一部になった。

### 路線データ
- 陸上距離：10.5 km
- 起点：吉野郡吉野町窪垣内（窪垣内交叉点）
- 終点：吉野郡東吉野村鷲家

## 歴史
- 1993年（平成5年）5月11日 - 建設省から、県道吉野東吉野線が吉野東吉野線として主要地方道に指定される[1]。

## 地理

### 通過する自治体
- 吉野郡
  - 吉野町
  - 東吉野村

### 交差する道路
| 交差する道路            | 交差する場所 | 交差する場所 | 交差する場所 | 交差する場所 | 備考 |
| ----------------------- | ------------ | ------------ | ------------ | ------------ | ---- |
| 国道370号               | 奈良県       | 吉野郡       | 吉野町       | 窪垣内       |      |
| 奈良県道262号国栖大滝線 | 奈良県       | 吉野郡       | 吉野町       | （国栖）     |      |
| 奈良県道220号大又小川線 | 奈良県       | 吉野郡       | 東吉野村     | （小川）     |      |
| 国道166号               | 奈良県       | 吉野郡       | 東吉野村     | （鷲家）     |      |

※ 交差する場所の括弧書きは地名、それ以外は交差点名で表示

### 沿線にある施設など
- 東吉野村役場
- ニホンオオカミの像